# Hammer Hill (kulle i Hongkong)
Hammer Hill (kinesiska: 斧山) är en kulle i Hongkong (Kina). Den ligger i den centrala delen av Hongkong. Toppen på Hammer Hill är 66 meter över havet.
Terrängen runt Hammer Hill är lite kuperad.  Centrala Hongkong ligger 8,1 km sydväst om Hammer Hill. I omgivningarna runt Hammer Hill växer i huvudsak städsegrön lövskog.